# Ischnochiton victoriae
Ischnochiton victoriae är en blötdjursart som beskrevs av Ferreira 1987. Ischnochiton victoriae ingår i släktet Ischnochiton och familjen Ischnochitonidae.
Artens utbredningsområde är Costa Rica. Inga underarter finns listade i Catalogue of Life.